# Gloria Steinem
Gloria Marie Steinem (ur. 25 marca 1934) – amerykańska feministka, dziennikarka, założycielka feministycznego magazynu Ms. Autorka artykułu „After Black Power, Women’s Liberation”. 
Steinem urodziła się w 1934 roku w Toledo, w stanie Ohio. Jej matka pochodziła z rodziny szkocko-niemieckiej, a ojciec był niemiecko-polskim Żydem. Gdy Steinem miała 10 lat, rodzice rozwiedli się. Po studiach wyjechała na dwa lata na stypendium do Indii, a później, w Stanach, pracowała w Niezależnym Ośrodku Badań, instytucji państwowej, która realizowała zlecenia m.in. CIA. Od początku lat 60. Steinem zaczęła zajmować się dziennikarstwem i na tym polu od razu odniosła sukces. Jeszcze przed książką Betty Friedan Mistyka kobiecości napisała cykl artykułów o tym, co przeszkadza kobietom godzić pracę zawodową z życiem domowym. Redaktorzy pism, z którymi współpracowała, nie od razu zaakceptowali jej proemancypacyjne, feministyczne nastawienie. Rozgłos przyniósł jej artykuł o pracy „króliczków” z klubów Playboya. Żeby napisać go kompetentnie, Steinem zatrudniła się w jednym z takich klubów. Było to w 1963 roku. Dwadzieścia lat później na podstawie jej historii powstał film.
Równolegle do swojej kariery dziennikarskiej Gloria Steinem angażowała się w powstający wówczas ruch feministyczny. Szybko stała się jedną z najbardziej rozpoznawalnych twarzy tego ruchu. Razem z Betty Friedan i Bellą Abzug poprowadziła w 1970 roku w Nowym Jorku ogromny, ogólnokrajowy marsz kobiet na rzecz równości.
Powstanie pisma „Ms.” połączyło obie pasje Steinem: dziennikarstwo i feminizm. Była jedną z założycielek najbardziej znanego pisma feministycznego w Stanach. Po raz pierwszy pismo to ukazało się w 1972 roku jako specjalne wydanie „New York Magazine”. Świetnie się sprzedało i w krótkim czasie zaprenumerowało je 26 tysięcy osób. Steinem pisała do „Ms.” do 1987 roku, do czasu, gdy pismo zmieniło wydawców. Ponownie związała się z pismem w 2001 roku, gdy wydawanie pisma przejęła współzałożona przez nią Fundacja Feministycznej Większości.
Gloria Steinem jest nadal aktywną uczestniczką ruchu feministycznego i komentatorką bieżących wydarzeń. Napisano już dwie jej biografie, powstał film o jej życiu.

## Książki
- My life on the road, ekranizacja The Glorias (2020)
- The Thousand Indias (1957)
- The Beach Book (1963)
- Outrageous Acts and Everyday Rebellions (1983)
- Marilyn: Norma Jean (1986)
- Revolution from Within (1992)
- Moving beyond Words (1993)

## Odznaczenia i wyróżnienia
- Prezydencki Medal Wolności (2013)[1]